# Couze (affluent de la Gartempe)
Pour les articles homonymes, voir Couze.
La Couze est une rivière française, de la région de Nouvelle-Aquitaine, qui coule dans le département de la Haute-Vienne. C'est un affluent gauche de la Gartempe, et donc un sous-affluent de la Loire, par la Creuse et la Vienne.

## Géographie
De 35,2 km de longueur, la Couze prend sa source dans les monts d'Ambazac, à 605 mètres d'altitude, près de Saint-Léger-la-Montagne. Elle coule vers l'ouest, remplissant avec son principal affluent le Ritord le lac de Saint-Pardoux. Elle prend la direction du nord-ouest, approchant Saint-Symphorien-sur-Couze et baignant Balledent, avant de se jeter dans la Gartempe près de Rancon.

### Communes et cantons traversés
Dans le seul département de la Haute-Vienne, la Couze traverse les neuf communes suivantes, de l'amont vers l'aval, Saint-Léger-la-Montagne (source), Bersac-sur-Rivalier, Razès, Compreignac, Saint-Pardoux, Saint-Symphorien-sur-Couze, Roussac, Balledent, Rancon (confluence).
Soit en termes de cantons, la Couze prend source dans le canton d'Ambazac, traverse le canton de Bellac, conflue dans le canton de Châteauponsac, le tout dans les arrondissements de Limoges et de Bellac.

### Toponyme
La Couze a donné son hydronyme à la commune de Saint-Symphorien-sur-Couze.

### Bassin versant
La Couze traverse une seule zone hydrographique « La Couze & ses affluents » de 800 km2 de superficie. Ce bassin versant est constitué à 59,92 % de « territoires agricoles », à 37,59 % de « forêts et milieux semi-naturels », à 1,73 % de « territoires artificialisés », à 0,63 % de « surfaces en eau », à 0,63 % de « zones humides ».

### Organisme gestionnaire
L'EPTB Vienne a lancé en 2003 un projet le contrat de rivière pour la Gartempe et ses affluents, signé en novembre 2011, donc pour un programme d'actions de cind ans jusqu'en 2016

## Affluents
La Couze a sept tronçons affluents référencés mais avec cinq bras donc avec deux affluents :
- les Dauges, 3,4 km sur la seule commune de Saint-Léger-la-Montagne.
- le Ritord, 11,7 km sur les quatre communes de Compreignac, Razès, Saint-Sylvestre, Saint-Léger-la-Montagne avec un bras[6]

Donc son rang de Strahler est de deux.

## Aménagements et écologie
Sur son cours on rencontre des moulins